# Austin 8
Der Austin 8 war ein Kleinwagen, den die Austin Motor Cie. 1939 als Nachfolger des Austin Big 7 herausbrachte.
Wie sein Vorgänger hatte er einen 4-Zylinder-Motor mit 900 cm³ Hubraum, aber nur 24 bhp (17,6 kW) statt der 25 bhp (18,4 kW) des Vorgängers. Auch die zweitürige Karosserie mit freistehenden Kotflügeln und Scheinwerfern wurde übernommen. Im Jahr 1947 wurde die Produktion des Modells eingestellt. Einen echten Kleinwagen bot Austin erst wieder vier Jahre später mit dem Modell A30 an.